# أفق الحدث
في نظرية النسبية العامة، يُستعمل مصطلح أفق الحدث باعتباره حد موجود في الزمكان، كمنطقة تحيط بالثقب الأسود أو الثقب الدودي، ضمنه لا تؤثر الحوادث بالملاحظ الخارجي. السبب ببساطة أن الضوء المنبعث من داخل أفق الحدث لا يمكن له أن يتجاوز هذا الحد للوصول إلى الراصد الخارجي (الجهة الأخرى لأفق الحدث) بسبب الثقالة والجاذبية القوية للثقب الأسود.
استندت فكرة أفق الحدث في الأصل إلى سرعة هروب الضوء، مما يعني أن الضوء المنبعث من حدود أفق الحدث يمكن أن يهرب، ويمكن للضوء المنبعث داخل أفق الحدث أن يعبر بشكل مؤقت ولكنه سيعود. قُدّم تعريف دقيق في وقت لاحق بأنه حد لا يمكن أن تؤثر الأحداث بعده على أي مراقب خارجي على الإطلاق. تسبب هذا التعريف الدقيق لأفق الحدث بحدوث مفارقات في المعلومات وجدار الحماية، لذا يفترض ستيفن هوكينج أن يكون هناك أفق واضح لاستخدامه.
في النسبية العامة، أفق الحدث هو منطقة في الزمكان لا يمكن للضوء أن يفلت منها بالكامل لأن شد الجاذبية لجسم ضخم يصبح كبيرًا لدرجة تجعل الهروب مستحيلًا. يرتبط أفق الحدث عادةً بالثقوب السوداء، ولكنه يمكن -من حيث المبدأ - أن ينشأ ويتطور في مناطق مسطحة تمامًا من الزمكان إذا كان هيكل المادة الرقيق والمجوف والمتناظر كرويًا ينهار في فراغ الزمكان.
يبدو أن أي كائن يقترب من الأفق من ناحية الراصد يتباطأ ولا يمر أبدًا عبر الأفق، مع تحول صورته إلى اللون الأحمر أكثر فأكثر مع مرور الوقت. هذا يعني أن الطول الموجي للضوء المنبعث من الكائن يزداد كلما تحرك الكائن بعيدًا عن الراصد.
أفق حدث الثقب الأسود غائي بطبيعته، وهذا يعني أننا بحاجة إلى معرفة الزمكان المستقبلي للكون لتحديد الموقع الحالي للأفق، وهو أمر مستحيل بشكل أساسي.

## أفق الحدث للثقب الأسود
أحد أفضل الأمثلة المعروفة لأفق الحدث مستمدة من وصف النسبية العامة للثقب الأسود، حيث تصفه بأنه كائن سماوي ضخم للغاية، لا يمكن لأي مادة أو إشعاع قريب الهروب من مجال جاذبيته. غالبًا ما يوصف هذا بأنه الحد الذي تكون فيه سرعة هروب الثقب الأسود أكبر من سرعة الضوء. هناك وصف أكثر دقة وهو أنه في هذا الأفق تُشوّه جميع المسارات الشبيهة بالضوء (المسارات التي يمكن أن يأخذها الضوء)، وبالتالي جميع المسارات الموجودة في مخروط الضوء الأمامي للجسيمات داخل الأفق، بحيث تقع بعيدًا في الثقب. بمجرد أن تصبح الجسيمات داخل الأفق، يصبح الانتقال إلى الثقب أمرًا لا مفر منه مثل التحرك للأمام في الوقت المناسب، ويمكن اعتباره في الواقع مكافئًا للقيام بذلك اعتمادًا على نظام الإحداثيات الزمكاني المستخدم.
يعمل سطح نصف قطر شفارتزشيلد بمثابة أفق حدث في جسم غير دوار يتلاءم داخل نصف القطر (على الرغم من أن الثقب الأسود الدوار يعمل بشكل مختلف قليلاً). نصف قطر شفارتزشيلد للكائن يتناسب مع كتلته. من الناحية النظرية، ستصبح أي كمية من المواد ثقبًا أسودًا إذا ضُغط في مساحة تتناسب مع نصف قطر شفارتزشيلد المقابل لها. بالنسبة لكتلة الشمس، يبلغ هذا نصف القطر حوالي 3 كيلومترات، وبالنسبة للأرض حوالي 9 ملليمترات. في الممارسة العملية، لا تملك الأرض ولا الشمس الكتلة اللازمة وبالتالي لا تمتلك قوة الجاذبية اللازمة للتغلب على ضغط انفطار الإلكترون والنيوترون. إن الحد الأدنى للكتلة المطلوبة لنجم قادر على الانهيار إلى ما وراء هذه الضغوط هو حد كتلة توف، وهو ما يقرب من ثلاث كتل شمسية.
آفاق حدث الثقب الأسود يساء فهمها على نطاق واسع. من الأفكار الشائعة -على الرغم من أنها خاطئة- هي فكرة أن الثقوب السوداء تفرغ المواد في الجوار، حيث لا يمكنها استهلاك المواد أكثر من أي جاذب ثقالي آخر. كما هو الحال مع أي كتلة في الكون، يجب أن تدخل المادة في نطاق جاذبيته لإمكانية وجود أسْر أو دمج مع أي كتلة أخرى. من الشائع بالمثل فكرة أن المادة يمكن ملاحظتها وهي تسقط في ثقب أسود، ولكن هذا غير ممكن. يمكن للفلكيين اكتشاف أقراص التراكم حول الثقوب السوداء فقط، والتي عندها تتحرك المواد بهذه السرعة بحيث يؤدي الاحتكاك إلى إشعاع عالي الطاقة يمكن اكتشافه. بالمثل، تُخرج بعض المواد من أقراص التراكم هذه على طول محور دوران الثقب الأسود، مما يخلق تدفقات مرئية عندما تتفاعل هذه التدفقات مع مادة مثل الغاز البينجمي أو عندما تصادف أنها تستهدف الأرض مباشرة. علاوة على ذلك، فإن الراصد البعيد لن يرى شيئًا يصل إلى الأفق. بدلاً من ذلك، يبدو أن الكائن يمضي ببطء أكثر في الوقت الذي يقترب فيه من الفتحة، في حين أن أي ضوء ينبعث منه سوف يصبح لونه أحمر أكثر فأكثر.

## أفق الحدث الكوني
في علم الكون، يمثل أفق الحدث الخاص بالكون المرصود أكبر مسافة مسايرة يمكن للضوء المنبعث منها الآن أن يصل إلى الراصد في المستقبل. هذا يختلف عن مفهوم أفق الجسيمات، الذي يمثل أكبر مسافة مسايرة حيث يمكن أن يصل الضوء المنبعث في الماضي إلى الراصد في وقت معين. بالنسبة للأحداث التي تتجاوز تلك المسافة، لم يتح للضوء الوقت للوصول إلى موقعنا، حتى لو كان قد انبعث في الوقت الذي بدأ فيه الكون، كما تعتمد طريقة تغير أفق الجسيمات مع مرور الوقت على تمدد الكون. إذا كان للتمدد خصائص معينة، فهناك أجزاء من الكون لا يمكن ملاحظتها أبدًا بغض النظر عن المدة التي ينتظرها الراصد لوصول الضوء المنبعث من تلك المناطق. ماضي الحد الذي عنده لايمكن ملاحظة الحدث على الإطلاق هو أفق الحدث، ويمثل الحد الأقصى لأفق الجسيمات.
المقياس لتحديد ما إذا كان أفق الجسيمات للكون موجودًا يكون كما يلي. تُعرف المسافة المسايرة dp:
{\displaystyle d_{p}=\int _{0}^{t_{0}}{\frac {c}{a(t)}}\,dt.}
في هذه المعادلة، a هي عامل المقياس، c هي سرعة الضوء، و t0 هو عمر الكون. إذا كان dp → ∞ (على سبيل المثال، النقاط تعسفيًا بقدر ما يمكن ملاحظتها)، فلا يوجد أفق حدث موجود، وإذا كان dp ≠ ∞، فسيكون هناك أفق.
من الأمثلة على النماذج الكونية دون أفق الحدث، تلك الأكوان التي تهيمن عليها المادة أو الإشعاع، ومثال على نموذج كوني له أفق حدث، ذلك الكون الذي يهيمن عليه الثابت الكوني.

## الأفق الظاهر لجسيم متسارع
إذا كان الجسيم يتحرك بسرعة ثابتة في كون غير متمدد خالٍ من حقول الجاذبية، فإن أي حدث يحدث في هذا الكون سيكون في النهاية مرئيًا بواسطة الجسيم، لأن مخاريط الضوء الأمامية من هذه الأحداث تتقاطع مع خط العالم للجسيمات. من ناحية أخرى، إذا كان الجسيم يتسارع، فإنه في بعض المواقف لن تتقاطع المخاريط الضوئية لبعض الأحداث مع الخط العالمي للجسيمات. في ظل هذه الظروف، يوجد أفق ظاهر في الإطار المرجعي للجسيمات (المتسارعة)، ويمثل حدودًا لا يمكن ملاحظة مايحدث ورائها.
على سبيل المثال، يحدث هذا مع جسيم متسارع بشكل منتظم. يظهر الخط البياني للزمكان لهذا الموقف في الصورة نحو اليمين. مع تسارع الجسيم، يقترب -ولكن لا يصل أبدَا- من سرعة الضوء فيما يتعلق بالإطار المرجعي الأصلي. في الرسم البياني للزمكان، يكون مساره عبارة عن قطع زائدي أي خط مقارب بزاوية 45 درجة (مسار شعاع الضوء). إن الحدث الذي فيه حافة مخروط الضوء عبارة عن هذا الخط المقارب أو بعيد عنه لا يمكن ملاحظته بواسطة الجسيم المتسارع.

## التفاعل مع أفق الحدث
من المفاهيم الخاطئة المتعلقة بآفاق الأحداث، وخاصة آفاق أحداث الثقب الأسود، أنها تمثل سطحًا ثابتًا يدمر الكائنات التي تقترب منها. في الممارسة العملية، يبدو أن جميع آفاق الحدث على بعد مسافة بعيدة عن أي راصد، والكائنات المرسلة نحو أفق الحدث لا تظهر أبدًا في عبورها من وجهة نظر الراصد المرسل (حيث لا يتقاطع مخروط الضوء لأفق حدث عابر أبدًا مع الخط العالمي للمراقب ). لمحاولة جعل كائن ما قريب من الأفق ثابتًا بالنسبة للراصد، فإنه يتطلب تطبيق قوة يزداد حجمها بشكل غير محدود (تصبح بلا حدود) كلما اقتربت.
في حالة وجود أفق يدركه مراقب متسارع بشكل متسق في مساحة فارغة، سيبدو أن الأفق يبقى على مسافة ثابتة من الراصد بغض النظر عن كيفية تحرك محيطه.
في حالة الأفق المحيط بالثقب الأسود، سوف يتفق الراصدون الموجودون بشكل ثابت بالنسبة لجسم بعيد على مكان الأفق، ويبدو أن ذلك يسمح للراصد بلمس الأفق عند إنزاله بواسطة حبل، إلا أنه من الناحية العملية لا يمكن القيام بذلك. المسافة الحقيقية نحو الأفق محدودة، لذا سيكون طول الحبل المطلوب محدودًا أيضًا، ولكن إذا أُنزل الحبل ببطء (بحيث تكون كل نقطة على الحبل تقريبًا في إحداثيات شوارزشيلد)، فإن التسارع الصحيح (قوة جي) الذي تعاني منه النقاط الأقرب من الأفق قد تقترب من اللانهاية، لذلك سيتمزق الحبل، وإذا أُنزل الحبل بسرعة (ربما حتى في حالة السقوط الحر)، فعندئذ يمكن للراصد الموجود أسفل الحبل أن يمس أفق الحدث أو يعبره. ولكن بمجرد حدوث ذلك، يكون من المستحيل سحب قاع الحبل للخارج من أفق الحدث لأنه إذا سُحب الحبل، فإن القوى على طول الحبل تزداد دون قيود حيث أنها تقترب من أفق الحدث وفي وقت ما يجب أن يقطع الحبل. علاوة على ذلك، لا يحدث القطع في أفق الحدث، وإنما يحدث في نقطة ما حيث يمكن للراصد الثاني مراقبة ذلك.
يمكن للراصدين الذين يعبرون أفق حدث الثقب الأسود حساب اللحظة التي عبروها، لكنهم لن يروا أو يشعروا بأي شيء خاص يحدث في تلك اللحظة. من حيث المظهر البصري، يلاحظ الراصدون الذين يسقطون في الثقب أن المنطقة السوداء التي تشكل الأفق تقع على مسافة واضحة أسفلهم، ولا يواجهون أبدًا عبور هذا الأفق المرئي. ستظهر الكائنات الأخرى التي دخلت الأفق على طول المسار الشعاعي نفسه ولكن في وقت سابق أسفل الراصد ولكن لا تزال فوق الموضع المرئي للأفق، وإذا انخفضت بما فيه الكفاية، فيمكن للمراقب الإتصال معهم قبل أي يُدمر أي واحد منهم من قِبل التفرد الجذبوي. إن زيادة قوى المد والجزر (وتأثيرها في نهاية المطاف مع تفرد الحفرة) هما التأثيران الوحيدان الملاحظان على النحو المحلي. في الثقوب السوداء النجمية الحقيقية، يحدث التأثير المعكروني في وقت مبكر، وتمزق قوات المد والجزر المواد قبل أفق الحدث. ومع ذلك، في الثقوب السوداء الهائلة -والتي توجد في مراكز المجرات- يحدث التأثير المعكروني داخل أفق الحدث.

## ما وراء النسبية العامة
يُعتقد أن وصف آفاق الأحداث التي تقدمها النسبية العامة غير مكتمل. عند صياغة الظروف التي تحدث فيها آفاق الحدث باستخدام صورة أكثر شمولًا عن الطريقة التي يعمل بها الكون -والتي تشمل كلاً من النسبية وميكانيكا الكم- فمن المتوقع أن يكون لآفاق الحدث خصائص مختلفة عن تلك المتوقعة باستخدام النسبية العامة وحدها. في الوقت الحالي، من المتوقع أن يكون التأثير الأساسي لتأثيرات الكم هو أن تمتلك آفاق الأحداث درجة حرارة وبالتالي تنبعث منها إشعاعات. بالنسبة إلى الثقوب السوداء، يظهر هذا كإشعاع هوكينج، والسؤال الأكبر حول كيفية امتلاك الثقب الأسود لدرجة الحرارة هو جزء من موضوع الديناميكا الحرارية للثقب الأسود.
وفقًا لفرضية جدار الحماية للثقب الأسود المثيرة للجدل، فإن المادة التي تدخل في ثقب أسود ستحترق عند جدار حماية عالي الطاقة موجود في أفق الحدث.
يُوفر بديل من خلال مبدأ التكامل، والذي بموجبه -في المخطط الخاص بالراصد البعيد- تُعادل حرارة المادة المسخنة في الأفق وويُعاد إرسالها كإشعاع هوكينج، بينما في مخطط مادة الراصد الساقطة، لا تزال مستمرة دون إزعاج عبر المنطقة الداخلية وتُدمر عند التفرد. لا تنتهك هذه الفرضية نظرية عدم الاستنساخ نظرًا لوجود نسخة واحدة من المعلومات وفقًا لأي مراقب معين. يُقترح في الواقع تكامل الثقب الأسود من خلال قوانين التوسع في الأوتار التي تقترب من أفق الحدث، مما يشير إلى أنها في مخطط شوارزشيلد تمتد لتشمل الأفق وتتحول إلى غشاء سميك بطول بلانك.
من المتوقع أن يتطلب الوصف الكامل لآفاق الأحداث نظرية جاذبية كمية. إحدى هذه النظريات المرشحة هي نظرية إم، ونظرية المرشحة الأخرى هي الجاذبية الكمية الحلقية.